# Lilla Risingen
Lilla Risingen är en sjö i Oskarshamns kommun i Småland och ingår i Viråns huvudavrinningsområde.